# Lautitz
Lautitz (obersorbisch Łuwoćicyⓘ) ist ein Ortsteil der Großen Kreisstadt Löbau in der sächsischen Oberlausitz.

## Geographie
Lautitz war das nördlichst gelegene Dorf des Altlandkreises Löbau-Zittau. Es liegt am Löbauer Wasser und da unter 200 m ü. NN im Tiefland. Neben der Gutssiedlung liegt nördlich ein lockerer Bauernweiler. Die Dorfflur umfasst eine Fläche von 608 ha. Lautitz liegt inmitten der slawischen Burgwälle Strohmberg,  Georgewitz und Melaune.

## Geschichte

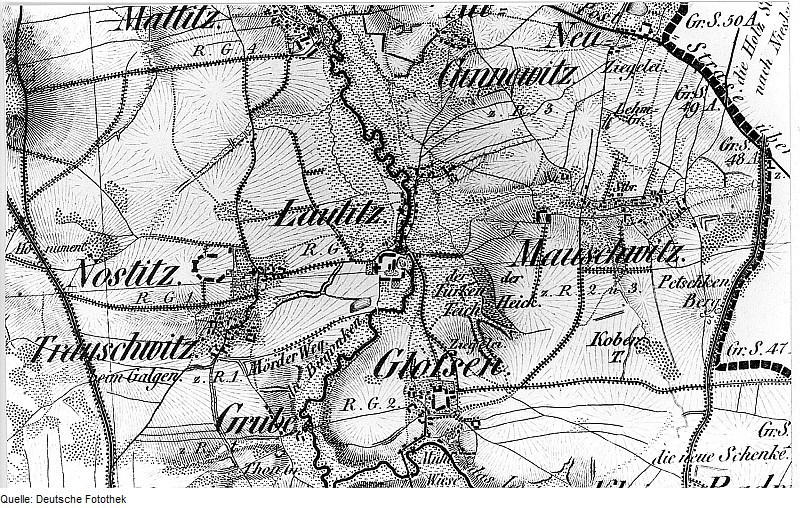
Karte von Oberreit mit Lautitz von 1840

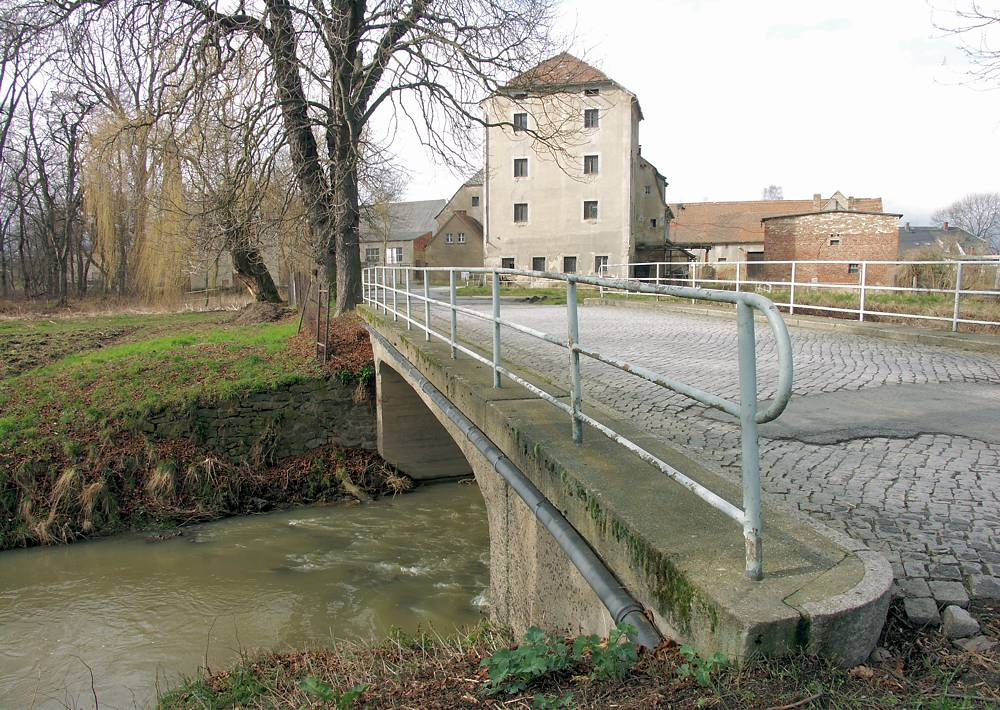
Die alte Mühle am Löbauer Wasser

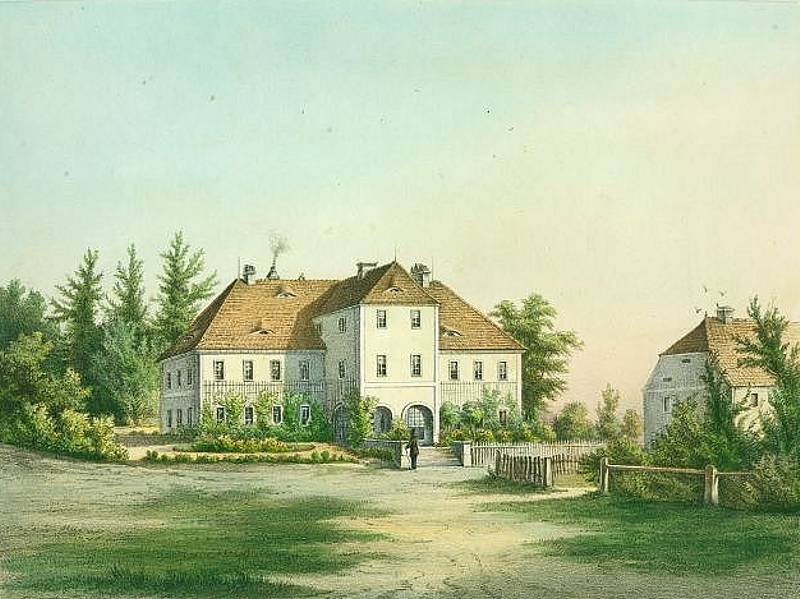
Rittergut Lautitz um 1860

In einem in Dresden am 31. März 1206 verkündeten Schiedsspruch in einem Streit zwischen dem Bischof von Meißen und dem Burggrafen von Dohna, geschlichtet mit dem Markgrafen Dietrich von Meißen, werden Dresden und Lautitz mit weiteren 17 Orten erstmals urkundlich erwähnt. In Wirklichkeit sind die Siedlungen viel älter, aber urkundlich nirgends belegt. Henricus de Lutiz (Heinrich von Lautitz) wird namentlich als einer der Zeugen in der Urkunde aufgeführt. 1318 wird ein Herrensitz genannt.
Neben dem Rittergut als wirtschaftliches Zentrum bestanden mehrere Bauernwirtschaften. Über Jahrhunderte waren die von Gersdorff Besitzer des Rittergutes. Sie waren auch Kollatoren der Kirche in Kittlitz. Einer der letzten Besitzer war Ökonomierat Richter, der im 19. Jahrhundert den Zuckerrübenanbau in der Oberlausitz einführte. Nach 1945 wurde das Rittergut Volkseigenes Gut mit Lehrlingsausbildung. An hervorragender Stelle ist in den letzten Jahrzehnten der Hopfenanbau zu nennen. Letztlich kam das VEG Lautitz zur LPG (P) Löbau-Nord, Sitz Kittlitz. Einige bäuerliche Wiedereinrichter betreiben Feldbau bzw. Viehhaltung und weiterhin die Hopfenkultur. Durch Lautitz führte die Eisenbahnstrecke Löbau-Weißenberg (1895 bis 1973).
Bis zur Eingemeindung nach Kittlitz am 1. März 1994 war Lautitz mit seinen Ortsteilen Altcunnewitz, Neucunnewitz und Mauschwitz (Lautitzer Anteil) eine eigenständige Gemeinde mit Bürgermeister, Gemeindeverwaltung, Gemeinderat, Schule (bis 1977), Kindergarten (bis 2004), Mühle, BHG-Stützpunkt, zwei Lebensmittelläden, Gaststätte und früher auch einer Bäckerei. Bereits am 1. April 1974 wurde Glossen mit dem Glossener Anteil von Mauschwitz nach Lautitz eingemeindet. Seit dem 1. Januar 2003 gehört Lautitz zur Großen Kreisstadt Löbau.
Heute ist Lautitz, wie viele Orte Ostdeutschlands, von Abwanderung stark betroffen.

### Sprache
Bis ins frühe 20. Jahrhundert wurde in Lautitz auch Sorbisch gesprochen. Arnošt Muka ermittelte 1884/85 eine Einwohnerzahl von 250, darunter waren neben 181 Deutschen auch 69 Sorben (28 %). Diese sprachen den mittlerweile ausgestorbenen Löbauer Dialekt. Ernst Tschernik zählte 1956 im Ort nur noch zwei aktive Sprecher.

## Sport
Sport, insbesondere Fußball, hat in Lautitz eine lange Tradition. Der örtliche Sportplatz gilt als einer der besten Naturrasenplätze im ehemaligen Landkreis Löbau-Zittau. Anfang der 1990er Jahre wurde der bis dahin bestehende Fußballverein auf Grund personeller und finanzieller Schwierigkeiten aufgelöst und im Jahr 1996 unter dem Namen SV Lautitz 96 e. V. neu gegründet. Der Verein besteht aus einer Herren-Mannschaft, in der 1. Kreisklasse und einer E-Jugendmannschaft in der Kreisliga A des Oberlausitzer Fußballverbandes.